# Les Enfants du soleil (film, 2020)
Pour les articles homonymes, voir Les Enfants du soleil.
Pour plus de détails, voir Fiche technique et Distribution.
Les Enfants du soleil (en persan : خورشید, Khorshid) est un film iranien réalisé par Majid Majidi, sorti en 2020.

## Synopsis
Ali, 12 ans, et ses trois amis font de petits travaux et effectuent des délits mineurs pour survivre et subvenir aux besoins de leur famille. Dans une tournure opportune des événements, Ali éprouve un chargement de caractère après avoir trouvé un trésor souterrain caché. Cependant, afin d’accéder au tunnel où le trésor est enterré, Ali et sa bande doivent d’abord s’inscrire à l'école de soleil, une institution caritative qui tente d’éduquer les enfants des rues et les enfants travailleurs,,.

## Fiche technique
- Titre original : Khorshid
- Titre français : Les Enfants du soleil
- Titre international : Sun Children[4]
- Réalisation : Majid Majidi[4]
- Scénario : Nima Javidi et Majid Majidi[4]
- Costumes : Amir Malekpour
- Photographie : Hooman Behmanesh
- Montage : Hassan Hassandoost
- Musique : Ramin Kousha
- Pays d'origine : Iran
- Format : Couleurs - 35 mm - 1,85:1 - Dolby Digital
- Genre : drame
- Date de sortie :Iran : 1er février 2020 Italie : septembre 2020 (Mostra de Venise 2020)

## Distribution
- Ali Nassirian
- Javad Ezati
- Tannaz Tabatabaei
- Safar Mohammadi
- Ali Ghabeshi
- Roohollah Zamani
- Shamila Shirzad
- Abolfazl Shirzad
- Mohammad Mahdi Mousavifar
- Mani Ghafouri
- Kourosh Torbat Zadeh

## Distinction

### Sélection
- Mostra de Venise 2020 : sélection en compétition. Prix Marcello-Mastroianni du meilleur espoir pour le jeune Rouhollah Zamani[1].
- Festival du film de Fajr 2020: plusieurs récompenses dont celle du meilleur film et du meilleur scénario[4].